# Adam Rysula
Adam Rysula (ur. 20 maja 1958) – polski biathlonista, mistrz i reprezentant Polski.

## Życiorys
Był zawodnikiem WKS Legia Zakopane, jego trenerem był Józef Rubiś.
Reprezentował Polskę na mistrzostwach świata juniorów w 1977 (14 m. w biegu indywidualnym, 19 m. w sprincie i 6 m. w sztafecie) i 1979 (15 m. w biegu indywidualnym, 7 m. w sprincie i 8 m. w sztafecie).
Na mistrzostwach Polski seniorów zdobył trzy medale: w 1979 złoty medal w sztafecie 4 × 7,5 km i brązowy medal w sprincie, w 1980 brązowy medal w sztafecie 4 × 7,5 km.